# 中国荒政史
中国荒政史（ちゅうごくこうせいし）は、歴代中国王朝が災害にあって、民衆を救うために行う政策、現代における社会福祉政策を言う。

## 歴代王朝での対応

### 古代
中国の王朝は早くから、地震・旱魃・洪水・蝗害・疫病といった社会不安を引き起こす災害の際に救済政策を行うものとされ、その原形は西周に確立し、「散利」（財を分かつ）、「薄征」（遠征を控える）、「緩刑」（刑罰を緩める）、「弛力」（労役を減免する）、「舎禁」（狩を解禁する）、「去幾」（交易の税を免ずる）、「眚禮」（省礼、儀式を減らす）、「殺哀」（略葬）、「蕃楽」（歌舞音曲を控える）、「多昏」（華美な婚礼を控える）、「索鬼神」（招福の祈祷）、「除盗賊」（防犯）の12種が挙げられた。
先秦には、すでに饑饉救済のため、富者から穀物を徴収し、貧者に配布するという勧分の制度が出現している。

### 漢朝
漢朝においては、宣帝の時期に、大司農中丞の耿寿昌が、穀物が余り価格が低下した時は買い取り（糴）、逆に穀物が不足し価格が高騰した時は売り出し（糶）、穀物価格を安定させる機能を有する常平倉を創設した。

### 南北朝時代
南朝斉・梁には、貧民を収容する六疾館と孤児を収容する孤独園が見られる。

### 隋朝
隋朝においては、災害や飢饉に備え米などの穀物を一般より徴収、または富者から寄付を得て、これを貯蓄するために国内の要地に設けた倉庫である 義倉が制度化されている。
開皇16年（596年）の詔勅では、収穫高により上中下の三種に分け徴収高を決め、上戸は1石（約30ℓ）、中戸は7斗（約27ℓ）、下戸4斗（約12ℓ）と定められている。
また、隋朝には、天然痘罹患者を隔離・療養させる施設癘人坊が設立されている。

### 唐朝
唐朝では、仏教隆盛による慈悲の表れとして、貧しい病人や無宿者を収容する病坊や悲田坊が発展している。 悲田坊は、日本における悲田院のモデルとなっている。

### 宋朝
宋朝において、これらの制度が充実しており、史書にも「宋之為治，一本於仁厚。凡賑貧恤患之意，視前代尤為切至（宋朝の治世は、ひたすら徳目である仁を厚くするものであった、救貧や病人を哀れむ態度は、前代に見ることができないくらいであった）」（『宋史』食貨志・撫恤）とある。なお、鄧拓は、北宋と南宋の487年前後で874回の各種災害に遭難していると統計している。
常平倉やそれと類似の機能を持つ広恵倉は、前代に引き続き運営され、王安石の新法のうち、青苗法は、これらの備蓄米を貸し付けるというものであり、備蓄による腐敗損を防ぎ有効利用するという側面も見られる。
宋朝は救護施設として福田院（悲田院の後継）・居養院（養老設備）・安済坊（医療設備）・養済院（農村を離れ都市に流入した民衆を収容する）等を設置した。天禧元年（1021年）、宋朝は、首都近郊の寺院の土地を買いうけ、漏沢園と称する共同埋葬場を整備、埋葬者の無い遺体を成人600文、幼児はその半額で埋葬した。
また、地方の郷紳階級の出資によってもこれらの設備が作られた。
医療技術の発展にも配慮がなされ、医官院において研究がすすめられ、王惟一による鍼灸術の大成などがなされた。特に調薬においては、和剤局で整備が行われ、大観年間（1107年 - 1110年）に処方集として『和剤局方』が発行され、南宋となってから、紹興18年（1148年）太平恵民局と改称後、増補版『太平恵民和剤局方』が発行された。日本における、薬局方という用語はこれらに由来する。
南宋には董煟が『救荒活民書』において過去の救荒政策をまとめ、自身の考案した政策を提唱した。
乾道7年（1171年）、朱熹は五夫社倉を創設し、その規範として社倉事目を制定した。

### 元朝
元朝においては、モンゴル時代に設けた医療施設広恵司を発展させた広済提挙司が置かれ、大都には中統2年（1261年）恵民局が設けられた。また、至元16年（1279年）全国に安楽堂を置いた。
元朝においては、大災害が多発し513回にも及んだとされる。至正11年（1351年）5月に潁州で劉福通が「明知王法、飢餓難当（法律はよく知っているが、飢餓はどうしようもない）」をスローガンに乱を起こし、それが後に紅巾の乱となり元朝滅亡の原因となった。

### 明朝
明朝の太祖朱元璋は貧農階級の出身であったためか、中国歴代王朝で最も社会政策を重視した皇帝であったといえ、荒政を最重視し執行状況も良好であった。洪武10年（1377年）には、災害時の対応を誤ったとして欽差官の趙乾を死罪としたほどであった。
洪武3年（1370年）恵民薬局を設置、洪武7年（1374年）養済院・漏澤院を設置している。
洪武帝以後は、役人は日々雑務に繁忙で、かつての様に民衆の便宜を図る暇がなくなってきた。担当する役所を変えたとしても、おざなりの対応となり、洪水・旱魃・飢饉といった災害に遇っても、民衆は頼るところはなく、官は何の措置も取らず、公も私も手詰まりとなった。明朝中期以後、災害が報告されない年はなく、ある災害は数省に及んだ。
張居正の改革においても、あまり荒政を重視せず、役人も荒政の改善努力はほとんどなされなかった。
崇禎元年（1628年）災害が頻発し、その後徐々に、「流民は道を埋め、村々は九割ほどは空き家になり、流民の多くは、やがて亡くなるか、生き残ってもごろつきになるしかない」といわれるようになり、崇禎13年（1640年）には、「南北ともに荒廃し、……死者や捨子で河は溢れ、道がふさがれる」という状況までに至っている。
一方、民間による福祉事業が都市部を中心に発展を見せた。1590年に楊東明が虞城県で同善会を創設したのを皮切りに、各地で地方名士により同善会が組織された。また、1600年頃からは善会（民間慈善団体）・善堂（民間慈善施設・事務所）による慈善活動（「善挙」）が行われるようになった。

### 清朝
清朝の乾隆帝は災害救援に熱心であった。当時、常平倉の急速な備蓄量の増加が見られ、4000万石を超えることもあり、米価の変動に与える影響が大きいものとなった。乾隆3年11月24日（1739年1月13日）に発生した寧夏府大地震において、寧夏将軍の阿魯は適切に処理し、死傷者の拡大を防いだ。